# Hugo Delff
Heinrich Karl Hugo Delff, född den 11 augusti 1840 i Husum, Schleswig-Holstein, död där den 6 november 1898, var en tysk filosof.
Delff var delägare i och sedan 1889 ensam innehavare av en bokhandel. Bland hans många arbeten kan nämnas: Dante Alighieri und die Göttliche Komödie. Eine Studie zur Geschichte der Philosophie und zur Philosophie der Geschichte (1869), Johann Georg Hamann. Lichtstrahlen aus seinen Schriften und Briefen. Mit Erläuterungen und einer biographischen Einleitung (1873), Prometheus. Dionysos. Sokrates. Christus (1877), Über den Weg, zum Wissen und zur Gewissheit zu gelangen (1882), Grundzüge der Entwicklungsgeschichte der Religion (1883), Die Hauptprobleme der Philosophie und Religion (1886) och Philosophie des Gemüths. Begründung und Umriss der Weltanschauung des sittlich-religiösen Idealismus (1893). Inom kunskapsteorin opponerar sig Delff mot en ensidig empirism och hänvisar till förståndets självständighet, som pekar tillbaka på en rationell enhet. Denna är det absoluta, så att tänkandet som sådant involverar absoluthet. Det absolutas uppenbarelse är historien, som nått sin höjdpunkt i kristendomen, utan denna vore historien begreppslös. Men kristendomen är blott religion och måste därför kompletteras med den kultur, som har sina rötter i hedendomen. Den sanna förbindelsen mellan dessa båda var ännu inte funnen; samtidens uppgift var att söka den.